# Asbruch (Eckbusch)
Asbruch ist eine Ortslage in der bergischen Großstadt Wuppertal.

## Lage und Beschreibung
Die Ortslage liegt im Nordwesten der Stadt Elberfeld auf 218 m ü. NHN im Norden des Wuppertaler Wohnquartiers Eckbusch des Stadtbezirks Uellendahl-Katernberg an der Landesstraße 427 nahe der Stadtgrenze zu Velbert. Am Ort geht die Nevigeser Straße in die Asbrucher Straße über, eine Stichstraße nach Asbruch (Wohnquartier Siebeneick) – ebenfalls Nevigeser Straße – zweigt am Ort von der Landesstraße ab.
Weitere benachbarte Wohnplätze und Ortschaften sind Auf der Schmitten, Herrnasbruch, Schanze, Jägersasbruch, Bäumchen, Römersleimberg und Römershäuschen.
Die Ortslage verlor Mitte des 20. Jahrhunderts seinen Namen an das benachbarte Neuenasbruch, das seitdem als Asbruch bezeichnet wird.

## Geschichte
Ein Asbruch wurde erstmals 1355 in einem Verzeichnis der zur bergischen Herrschaft Hardenberg gehörenden Güter urkundlich erwähnt und gehörte im Spätmittelalter und der frühen Neuzeit zur Villikation des Oberhofs Neviges in der Bauerschaft Kleine Höhe. 1403 ist eine Zugehörigkeit zum Altar in Neviges beurkundet. Es ist aber zu vermuten, dass sich diese Erwähnungen nicht auf dieses Asbruch, sondern auf die größeren benachbarten Herrnasbruch oder Jägersasbruch beziehen, die auf älteren Kartenwerken wie der Topographia Ducatus Montani des Erich Philipp Ploennies aus dem Jahre 1715 beide als Asbruch eingezeichnet sind, während dieses Asbruch dort nicht verzeichnet ist.
Der Ort ist auf der Preußischen Uraufnahme von 1843 unbeschriftet eingezeichnet. Auf Messtischblättern trägt der Ort bis Mitte des 20. Jahrhunderts den Namen Asbruch, ab dann ist er unbeschriftet und das benachbarte Neuenasbruch wechselt die Beschriftung zu Asbruch. Im 19. Jahrhundert gehörte Asbruch zu den Außenortschaften der Bauerschaft Kleine Höhe der Bürgermeisterei Hardenberg, die 1935 in Neviges umbenannt wurde. Damit gehörte es von 1816 bis 1861 zum Kreis Elberfeld und ab 1861 zum alten Kreis Mettmann.
1888 lebten in Asbruch 14 Einwohner in drei Wohnhäusern. Der Ort wird zu dieser Zeit als Asbruch bezeichnet.
Am Ort vorbei führte die in den 1830er Jahren erbaute Kommunalchaussee zwischen Elberfeld und Neviges, die später zur Landesstraße 427 ausgebaut wurde. In der ersten Hälfte des 20. Jahrhunderts verlief auf Kommunalchaussee bzw. Landesstraße 427 eine Straßenbahnlinie an Asbruch vorbei. Sie wurde am 3. August 1952 stillgelegt. In Asbruch befand sich ein Wirtshaus.
Durch die nordrhein-westfälische Gebietsreform kam Neviges mit Beginn des Jahres 1975 zur Stadt Velbert und die östlichen Außenortschaften von Neviges um Asbruch wurden in Wuppertal eingemeindet.